# Ельдорадо (вірш)
«Ельдорадо» (англ. Eldorado) — вірш Едгара Аллана По, написаний в останній рік життя письменника.
Написано на початку весни 1849 і опубліковано 21 квітня 1849 в бостонському журналі «The Flag of Our Union».
Дослідники вбачають у ньому свідчення інтересу По до сучасної проблематики — йдеться про «золоту лихоманку», що охопила наприкінці 40-х років США. По, однак, надав баладі філософський зміст. Ельдорадо з країни, що обіцяє лише багатство, перетворюється у нього на символ вищих шукань людини.

## Сюжет
Вірш описує подорож «доблесного лицаря» у пошуках легендарного Ельдорадо. Лицар проводить більшу частину свого життя в пошуку цієї землі. У похилому віці, він, нарешті, зустрічається з «Пілігримом тіні», який вказує шлях через «Долину Тіней».

## Переклади
Існує більше десятка перекладів вірша українською мовою, які розв'язують проблему передачі архітектоніки оригіналу по-різному. Серед перекладів є і класичні (Григорій Кочур, Анатолій Онишко), і сучасніші (Максим Стріха), і модерні (Артем Бебик).
Перший переклад вірша виконав Павло Грабовський (видано 1899 року).